# سیارک ۲۱۶۵۶
سیارک ۲۱۶۵۶ (به انگلیسی: 21656 Knuth، نامگذاری:1999PX1) بیست و یک هزار و ششصد و پنجاه و ششمین سیارک کشف شده‌است که در ۹ اوت ۱۹۹۹ کشف شد.
قدر مطلق سیارک برابر ۱۴٫۷۰ است.